# Parlamentní volby v Nizozemsku 2010

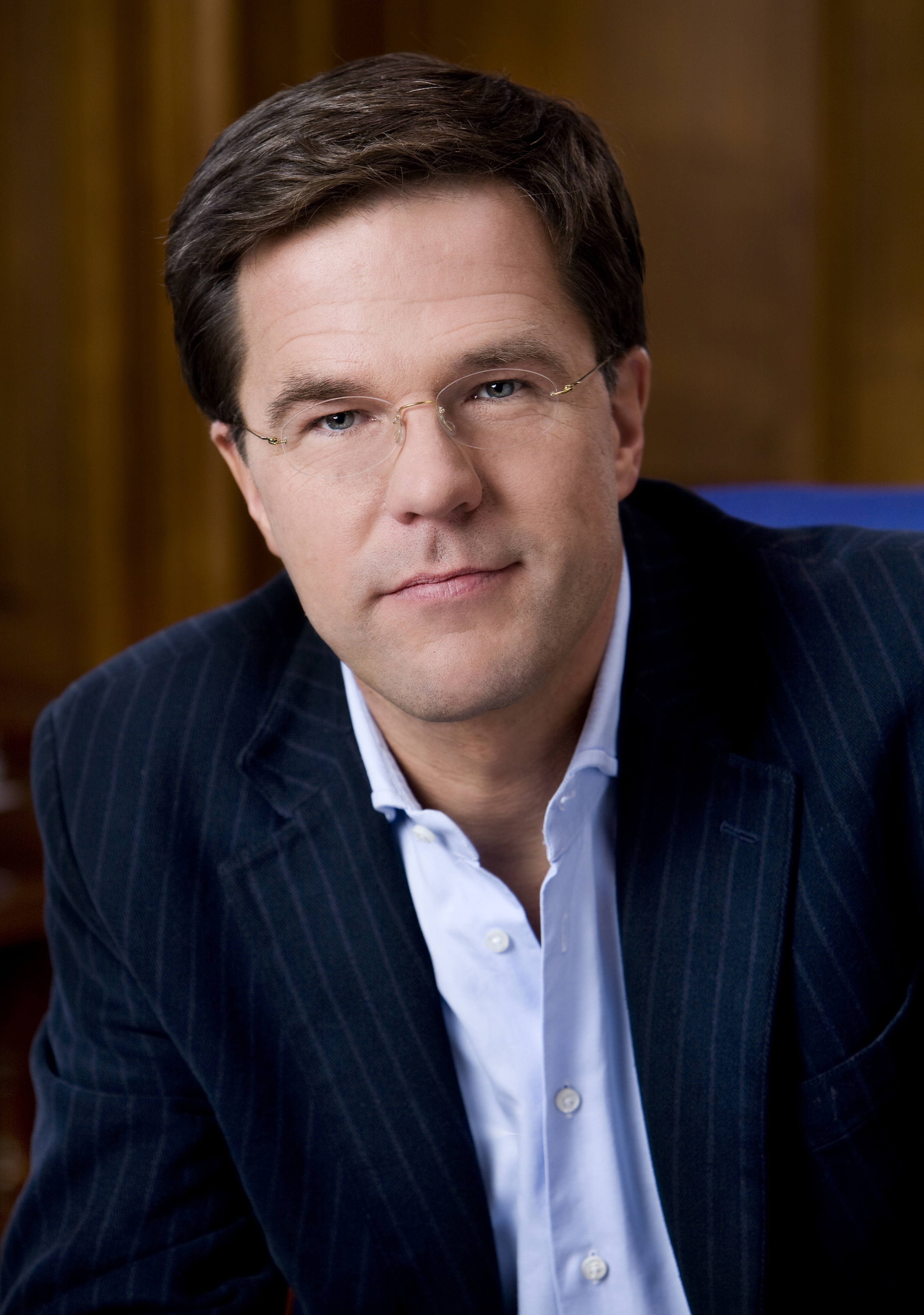
Předseda vítězné strany Mark Rutte

Parlamentní volby v Nizozemsku v roce 2010 se konaly 9. června 2010.
Čtvrtý kabinet Jana Petera Balkenendeho se rozpadl 20. února 2010, když se ministři nizozemské Strany práce rozhodli rezignovat kvůli neshodě ohledně prodloužení nizozemské mise v Afghánistánu a královna Beatrix jejich rezignaci 23. února přijala. Zbylí členové koalice, Křesťanskodemokratická výzva a Křesťanská unie, tak dále vládli pouze jako vláda v demisi.
Volby vyhrála Lidová strana pro svobodu a demokracii s pouhými 20,4 % hlasů, tedy k sestavení většinové vlády musí mít nejméně dva koaliční partnery. Výrazně si polepšila Strana pro svobodu a Demokraté 66. Naopak neúspěchem skončily volby pro dosud nejsilnější Křesťanskodemokratickou výzvu, jejíž předseda Balkenende v reakci na výsledky rezignoval.

## Podrobné výsledky
| | Strana                                                                                | Ideologie                  | Vůdce kandidátky     | Hlasů     | Mandátů | +/- | % hlasů | % mandátů |
| --- | ------------------------------------------------------------------------------------- | -------------------------- | -------------------- | --------- | ------- | --- | ------- | --------- |
| | Lidová strana pro svobodu a demokracii (Volkspartij voor Vrijheid en Democratie, VVD) | liberalismus               | Mark Rutte           | 1 896 569 | 31      | +9  | 20,4    | 20,7      |
| | Strana práce (Partij van de Arbeid, PvdA)                                             | sociální demokracie        | Job Cohen            | 1 816 647 | 30      | -3  | 19,6    | 20,0      |
| | Strana pro svobodu (Partij voor de Vrijheid, PVV)                                     | národní konzervatismus     | Geert Wilders        | 1 435 349 | 24      | +15 | 15,5    | 16,0      |
| | Křesťanskodemokratická výzva (Christen-Democratisch Appèl, CDA)                       | křesťanská demokracie      | Jan Peter Balkenende | 1 270 266 | 21      | -20 | 13,7    | 14,0      |
| | Socialistická strana (Socialistische Partij, SP)                                      | socialismus                | Emile Roemer         | 915 230   | 15      | -10 | 9,9     | 10,0      |
| | Demokraté 66 (Democraten 66, D66)                                                     | sociální liberalismus      | Alexander Pechtold   | 638 562   | 10      | +7  | 6,9     | 6,7       |
| | Zelená levice (GroenLinks, GL)                                                        | zelená politika            | Femke Halsemaová     | 614 616   | 10      | +3  | 6,6     | 6,7       |
| | Křesťanská unie (ChristenUnie, CU)                                                    | křesťanská demokracie      | André Rouvoet        | 302 584   | 5       | -1  | 3,3     | 3,3       |
| | Státní reformní strana (Staatkundig Gereformeerde Partij, SGP)                        | konzervatismus             | Kees van der Staaij  | 162 850   | 2       | +0  | 1,7     | 1,3       |
| | Strana pro zvířata (Partij voor de Dieren, PvdD)                                      | práva zvířat               | Marianne Thiemeová   | 120 097   | 2       | +0  | 1,3     | 1,3       |
| | Hrdi na Nizozemsko (Trots Op Nederland, TON)                                          | konzervativní liberalismus | Rita Verdonková      | 52 196    | 0       | +0  | 0,6     | 0,0       |
| | Part.v. Mens en Spirit                                                                |                            |                      | 25 947    | 0       | +0  | 0,3     | 0,0       |
| | Pirátská strana                                                                       |                            |                      | 10 362    | 0       | +0  | 0,1     | 0,0       |
| | Lijst Feijen                                                                          |                            |                      | 7 312     | 0       | +0  | 0,1     | 0,0       |
| | Nieuw Nederland                                                                       |                            |                      | 2 131     | 0       | +0  | 0,0     | 0,0       |
| | Partij een                                                                            |                            |                      | 2 065     | 0       | +0  | 0,0     | 0,0       |
| | HeelNL                                                                                |                            |                      | 1 333     | 0       | +0  | 0,0     | 0,0       |
| | Lijst Lacle                                                                           |                            |                      | 940       | 0       | +0  | 0,0     | 0,0       |
| | Dohromady                                                                             |                            |                      | 9 298 078 | 150     | 0   | 100,0   | 100,0     |
| Zdroj: Tweede Kamer Verkiezingen 2010 [online]. Telegraaf. Dostupné online. Zdroj: Tweede Kamerverkiezingen 2010 [online]. NOS [cit. 2010-06-10]. Dostupné v archivu pořízeném dne 2010-06-12. |                                                                                       |                            |                      |           |         |     |         |           |